# Kasımağzı, Şalpazarı
Kasımağzı là một xã thuộc huyện Şalpazarı, tỉnh Trabzon, Thổ Nhĩ Kỳ. Dân số thời điểm năm 2011 là 253 người.